# Dimas Zegarra
Pour les articles homonymes, voir Zegarra.
Dimas Darío Zegarra Castillo, plus couramment appelé Dimas Zegarra, né le 19 décembre 1932 à Lima au Pérou et mort le 20 juillet 2023 dans la même ville,, est un footballeur international péruvien qui jouait au poste de gardien de but.

## Biographie

### Carrière en club
Surnommé Superman en raison de son agilité dans les cages, ce grand gardien se fait connaître à l'Universitario de Deportes où il évolue 14 ans de 1952 à 1966. Avec 238 matchs disputés au sein de l'Universitario, Dimas Zegarra y est sacré champion à trois reprises en 1959, 1960 et 1964, en plus de jouer 12 matchs de Copa Libertadores lors des éditions 1961, 1965 et 1966.
En 1967, il s'enrôle au Porvenir Miraflores, club promu de 2e division. Il s'agit de son dernier club connu.

### Carrière internationale
Avec 14 sélections en équipe du Pérou entre 1956 et 1970 (29 buts encaissés), Dimas Zegarra dispute notamment le championnat sud-américain de 1956 en Uruguay où il est titulaire dans les cages du Pérou (cinq matchs joués).

## Palmarès
Universitario de Deportes
- Championnat du Pérou (3) :
  - Champion : 1959, 1960 et 1964.
  - Vice-champion : 1955 et 1965.